# Velika loža Škotske
Velika loža drevnih slobodnih i prihvaćenih zidara Škotske (engl. Grand Lodge of Antient Free and Accepted Masons of Scotland), skraćeno GLS, je regularna slobodnozidarska velika loža u Škotskoj. Osnovana je 1736. godine.
Uz Ujedinjenu veliku ložu Engleske (UGLE) i Veliku ložu Irske jedna je od tri najstarije regularne velike lože, poznate kao "matične velike lože".

## Povijest
Regulirano slobodno zidarstvo u Škotskoj smatra se starijim nego u bilo kojem drugom dijelu Britanskih otoka. Povezanost između obrta klesarstva i modernog slobodnog zidarstva jasno je vidljiva u Škotskoj, što potvrđuju najstariji pisani slobodnozidarski zapisi na svijetu. Ti zapisi, koji se čuvaju u Velikoj loži Škotske u Edinburghu, uključuju zapisnike sastanaka Lože "Edinburgh (Mary's Chapel)" br. 1 iz 1599. godine. Matična loža "Kilwinning", označena brojem 0 u registru Velike lože Škotske, smatra se najstarijom ložom ne samo u Škotskoj, već i u svijetu. Poznata je kao matična loža Škotske, s podrijetlom koje seže u 12. stoljeće, često nazivana Matični Kilwinning.
Loža "Dunfermline", formalno poznata kao Loža "Sveti Ivan" br. 26 u registru Velike lože Škotske, tvrdi da je jedna od najstarijih masonskih loža u Škotskoj. Izravno je povezana s "Ludge of Masons of Dunfermling" koja je posjedovala St. Clair povelje iz 1598. i 1628. godine, što sugerira da je postojala i prije tih datuma. To upućuje na mogućnost da je sudjelovala u dogradnji palače Dunfermline oko 1540. godine. Najraniji zapis koji posjeduje loža datira iz 1698. godine. Tijekom sastanka u Edinburghu (1736.) na kojem je osnovana Velika loža Škotske, Loža "Dunfermline" imala je tri predstavnika: kapetana Arthura Forbesa iz Pittencrieffa (starješina), općinskog suca Charlesa Chalmersa i Henryja Finlaya (nadzornici). Loža je bila dio izvorne provincije Fife, osnovane 1745. godine. Zanimljive bilješke o njezinoj starini nalaze se u knjižici izdanjoj povodom otvaranja nove dvorane u Priory Laneu, koja je posvećena 1920. godine od strane grofa od Elgina i Kincardinea. Prema dostupnim informacijama, sadašnja povelja datira iz 1766. godine; jedno od ranijih mjesta sastajanja bila je Spire Tavern oko 1814. godine, a prvi starješina bio je poručnik Charles Durie.
Godine 1717. četiri lože u Londonu dogovorile su osnivanje Velike lože Engleske. Lože koje su se pridružile također su imale mnoge Škote među svojim članovima, a grof od Crawforda bio je veliki majstor ove velike lože 1734. godine.
Velika loža Škotske osnovana je 30. studenoga 1736. godine, s namjerom da se izjednači sa statusom Velike lože Engleske. Kada je u drugoj četvrtini 18. stoljeća Velika loža Engleske unijela promjene u svoje obrede, to je izazvalo nesuglasice između Velike lože i mnogih neovisnih loža u Engleskoj, te dovelo do odstupanja slobodnog zidarstva u Engleskoj i Walesu od novih velikih loža u Škotskoj i Irskoj. Godine 1751. skupina neovisnih loža, uglavnom s irskim članstvom, formirala je Drevnu veliku ložu Engleske, koja je brzo rasla u broju loža i pojedinačnom članstvu, te je rano priznata od strane Velike lože Škotske i Velike lože Irske.
U natjecanju za autentičnost i povijesnu točnost obreda, Drevna velika loža Engleske postala je poznata kao "Drevni", dok je prva engleska velika loža nazvana "Moderni". Godine 1799. Velika loža Škotske podržala je vojvodu od Atholla, velikog majstora "Drevnih" i grofa od Moire, vršitelja dužnosti velikog majstora "Modernih", u nastojanju da spriječe zabranu slobodnog zidarstva na Britanskim otocima od strane britanske vlade zbog zakonodavstva protiv tajnih društava. Tek 1813. godine "Drevni" i "Moderni" su se dogovorili i formirali Ujedinjenu veliku ložu Engleske. Dok je sukob dvije engleske velike lože imao dubok utjecaj na slobodno zidarstvo u Engleskoj i Walesu, imao je relativno mali utjecaj na slobodno zidarstvo u Irskoj i Škotskoj. Istovremeno, slobodno zidarstvo u Škotskoj uspjelo je očuvati svoj poseban i jedinstven karakter.

## Ustroj
Sjedište Velike lože Škotske je u Edinburghu.

### Lože
Struktura Velike lože Škotske uključuje:
- 32 pokrajinske velike lože u Škotskoj,
- 26 kotarskih velikih loža u inozemstvu,
- 4 velika nadstojništva koji nadziru lože na manjim teritorijima i
- 13 pojedinačnih loža koje su pod izravnim nadzorom ove velike lože.

#### Lože u Škotskoj
Velika loža Škotske ima 32 pokrajinske velike lože na području Škotske:
- Pokrajinska velika loža Grada Aberdeena (Provincial Grand Lodge of Aberdeen City) – nadležna za Aberdeen gdje administrira 12 loža.
- Pokrajinska velika loža istoka Aberdeenshirea (Provincial Grand Lodge of Aberdeenshire East)[11] – nadležna za istočni dio pokrajine Aberdeenshire gdje administrira 14 loža.
- Pokrajinska velika loža zapada Aberdeenshirea (Provincial Grand Lodge of Aberdeenshire West)[12] – nadležna za zapadni dio pokrajine Aberdeenshire gdje administrira 20 loža.
- Pokrajinska velika loža Argylla i otoka (Provincial Grand Lodge of Argyll and the Isles)[13] – nadležna za Argyll i Bute te škotske otoke gdje administrira 18 loža.
- Pokrajinska velika loža Ayrshirea (Provincial Grand Lodge of Ayrshire)[14] – nadležna za Istočni, Južni i Sjeverni Ayrshire gdje administrira 44 lože.
- Pokrajinska velika loža Banffshirea (Provincial Grand Lodge of Banffshire)[15] – nadležna za povijesnu pokrajinu Banffshire gdje administrira 15 loža.
- Pokrajinska velika loža Caithnessa (Provincial Grand Lodge of Caithness) – nadležna za povijesnu pokrajinu Caithness gdje administrira četiri lože.
- Pokrajinska velika loža Dumfriesshirea (Provincial Grand Lodge of Dumfriesshire) – nadležna za povijesnu pokrajinu Dumfriesshire gdje administrira 16 loža.
- Pokrajinska velika loža Dunbartonshirea (Provincial Grand Lodge of Dunbartonshire)[16] – nadležna za povijesnu pokrajinu Dunbarton gdje administrira 21 ložu.
- Pokrajinska velika loža Istočnog Lothiana (Provincial Grand Lodge of East Lothian) – nadležna za pokrajinu Istočni Lothian gdje administrira pet loža.
- Pokrajinska velika loža Edinburgha (Provincial Grand Lodge of Edinburgh)[17] – nadležna za Edinburgh gdje administrira 37 loža.
- Pokrajinska velika loža Fifea i Kinrossa (Provincial Grand Lodge of Fife and Kinross)[18] – nadležna za pokrajinu Fife i dio pokrajine Perth i Kinross gdje administrira 49 loža.
- Pokrajinska velika loža Forfarshirea (Provincial Grand Lodge of Forfarshire)[19] – nadležna za pokrajinu Angus gdje administrira 33 lože.
- Pokrajinska velika loža Gallowaya (Provincial Grand Lodge of Galloway) – nadležna za Galloway gdje administrira 10 loža.
- Pokrajinska velika loža Glasgowa (Provincial Grand Lodge of Glasgow)[20] – nadležna za Glasgow gdje administrira 77 loža.
- Pokrajinska velika loža Inverness-shirea (Provincial Grand Lodge of Inverness-Shire)[21] – nadležna za povijesnu pokrajinu Inverness gdje administrira 15 loža.
- Pokrajinska velika loža Kilwinning (Provincial Grand Lodge of Kilwinning) – administrira samo jednu ložu, Matičnu ložu "Kilwinning" br. 0 u Kilwinningu.[22]
- Pokrajinska velika loža Kincardineshirea (Provincial Grand Lodge of Kincardineshire) – nadležna za povijesnu pokrajinu Kincardine gdje administrira šest loža.
- Pokrajinska velika loža glavni dio Lanarkshirea (Provincial Grand Lodge of Lanarkshire Middle Ward)[23] – nadležna za najveći dio povijesne pokrajine Lanarkshire gdje administrira 41 ložu.
- Pokrajinska velika loža sjeverni dio Lanarkshirea (Provincial Grand Lodge of Lanarkshire Upper Ward )[24] – nadležna za sjeverni dio povijesne pokrajine Lanarkshire gdje administrira 15 loža.
- Pokrajinska velika loža Linlithgowshirea (Provincial Grand Lodge of Linlithgowshire)[25] – nadležna za pokrajinu Zapadni Lothian gdje administrira 19 loža.
- Pokrajinska velika loža Midlothian (Provincial Grand Lodge of Midlothian)[26] – nadležna za pokrajinu Midlothian gdje administrira 17 loža.
- Pokrajinska velika loža Moraya i Nairna (Provincial Grand Lodge of Moray and Nairn) – nadležna za pokrajinu Moray i grad Nairn gdje administrira devet loža.
- Pokrajinska velika loža Orkneyja i Zetland (Provincial Grand Lodge of Orkney and Zetland) – nadležna za pokrajinu Orkney i Shetlandsko otočje gdje administrira šest loža.
- Pokrajinska velika loža istoka Perthshirea (Provincial Grand Lodge of Perthshire East)[27] – nadležna za istočni dio povijesne pokrajine Perth gdje administrira 18 loža.
- Pokrajinska velika loža zapada Perthshirea (Provincial Grand Lodge of Perthshire West)[28] – nadležna za zapadni dio povijesne pokrajine Perth gdje administrira 13 loža.
- Pokrajinska velika loža istoka Renfrewshirea (Provincial Grand Lodge of Renfrewshire East)[29] – nadležna za istočni dio pokrajine Renfrewshire gdje administrira 37 loža.
- Pokrajinska velika loža zapada Renfrewshirea (Provincial Grand Lodge of Renfrewshire West)[30] – nadležna za zapadni dio pokrajine Renfrewshire gdje administrira devet loža.
- Pokrajinska velika loža Rossa i Cromartyja (Provincial Grand Lodge of Ross and Cromarty)[31] – nadležna za pokrajinu Ross i Cromarty gdje administrira 12 loža.
- Pokrajinska velika loža Škotskih granica (Provincial Grand Lodge of Scottish Borders)[32] – nadležna za pokrajinu Scottish Borders gdje administrira 17 loža.
- Pokrajinska velika loža Stirlingshirea (Provincial Grand Lodge of Stirlingshire)[33] – nadležna za povijesnu pokrajinu Stirling gdje administrira 23 lože.
- Pokrajinska velika loža Sutherlanda (Provincial Grand Lodge of Sutherland)[34] – nadležna za povijesnu pokrajinu Sutherland gdje administrira šest loža.

#### Prekomorske lože
Velika loža Škotske ima 26 kotarskih velikih loža (ekvivalent pokrajinskoj velikoj loži) van Škotske:
- Kotarska velika loža Zapadne Australije (District Grand Lodge of Western Australia)[35] – nadležna za Zapadnu Australiju, saveznu državu u Australiji, gdje administrira 10 loža.
- Kotarska velika loža Zapadne Australije, Kotar Goldfields (District Grand Lodge of Western Australia, Goldfields District) – nadležna za kotar Goldfields–Esperance u Zapadnoj Australiji gdje administrira četiri lože.
- Kotarska velika loža Bahamâ (District Grand Lodge of the Bahamas) – nadležna za Bahame gdje administrira šest loža.
- Kotarska velika loža Barbadosa (District Grand Lodge of Barbados) – nadležna za Barbados gdje administrira šest loža.
- Kotarska velika loža Bocvane (District Grand Lodge of Botswana) – nadležna za Bocvanu gdje administrira tri lože.
- Kotarska velika loža zapadnog Sredozemlja (District Grand Lodge of The Western Mediterranean) – nadležna za Gibraltar i Maltu gdje administrira pet loža.
- Kotarska velika loža Gvajane (District Grand Lodge of Guyana) – nadležna za Gvajanu gdje administrira pet loža.
- Kotarska velika loža Dalekog istoka (District Grand Lodge of Far East) – nadležna za Hong Kong, Japan, Južnu Koreju i Filipine gdje administrira 11 loža.
- Kotarska velika loža Indije (District Grand Lodge of India)[36] – nadležna za Indiju gdje administrira 29 loža.
- Kotarska velika loža Jamajke (District Grand Lodge of Jamaica) – nadležna za Jamajci gdje administrira 34 lože.
- Kotarska velika loža Istočne pokrajine Rta dobre nade (District Grand Lodge of Eastern Province of The Cape of Good Hope) – nadležna za dio Južne Afrike gdje administrira 11 loža.
- Kotarska velika loža KwaZulu-Natala (District Grand Lodge of KwaZulu Natal) – nadležna za KwaZulu-Natal u Južnoj Africi gdje administrira 12 loža.
- Kotarska velika loža Središnje Južne Afrike (District Grand Lodge of Central South Africa) – nadležna za dio Južne Afrike (Johannesburg, Slobodnu Državu Oranje i Reef) gdje administrira 47 loža.
- Kotarska velika loža Zapadne pokrajine Rta dobre nade (District Grand Lodge of Western Province of the Cape of Good Hope)[37] – nadležna za dio Južne Afrike gdje administrira osam loža.
- Kotarska velika loža Newfoundlanda i Labradora (District Grand Lodge of Newfoundland and Labrador) – nadležna za Newfoundland i Labrador, pokrajinu u Kanadi, gdje administrira 11 loža.
- Kotarska velika loža Istočne Afrike (District Grand Lodge of East Africa) – nadležna za Keniju, Ugandu i Tanzaniju gdje administrira 10 loža.
- Kotarska velika loža Libanona (District Grand Lodge of Lebanon)[38] – nadležna za Libanon gdje administrira 12 loža.
- Kotarska velika loža Srednjeg istoka (District Grand Lodge of Middle East) – nadležna za Maleziju, Singapur i Tajland gdje administrira 20 loža.
- Kotarska velika loža Namibije (District Grand Lodge of Namibia) – nadležna za Namibiju gdje administrira pet loža.
- Kotarska velika loža Nigerije (District Grand Lodge of Nigeria) – nadležna za Nigeriju gdje administrira 16 loža.
- Kotarska velika loža južnog Novog Zelanda (District Grand Lodge of New Zealand South) – nadležna za Južni otok u Novom Zelandu gdje administrira šest loža.
- Kotarska velika loža Sjevernog otoka Novog Zelanda (District Grand Lodge of North Island, New Zealand) – nadležna za Sjeverni otok u Novom Zelandu gdje administrira četiri lože.
- Kotarska velika loža Sijera Leonea i Gambije (District Grand Lodge of Sierra Leone and The Gambia)[39] – nadležna za Sijera Leone i Gambiju gdje administrira 19 loža.
- Kotarska velika loža Trinidada i Tobaga i Grenade (District Grand Lodge of Trinidad and Tobago and Grenada)[40] – nadležna za Trinidad i Tobago te Grenadu gdje administrira 13 loža.
- Kotarska velika loža Zambije (District Grand Lodge of Zambia)[41] – nadležna za Zambiju gdje administrira šest loža.
- Kotarska velika loža Zimbabvea (District Grand Lodge of Zimbabwe)[42] – nadležna za Zimbabve gdje administrira 14 loža.

Velika loža ima četiri velika nadstojništva koji nadziru lože na manjim područjima van Škotske. Veliko nadstojništvo je premalo da bi formiralo kotarsku veliku ložu. Oni su:
- Veliko nadstojništvo Bermuda (Grand Superintendent of Bermuda) – nadležno za Bermudske otoke gdje administrira tri lože.
- Veliko nadstojništvo Malava (Grand Superintendent of Malawi) – nadležno za Malave gdje administrira četiri lože.
- Veliko nadstojništvo Paname (Grand Superintendent of Bermuda) – nadležno za Panamu gdje administrira tri lože.
- Veliko nadstojništvo Šri Lanke (Grand Superintendent of Sri Lanka) – nadležno za Šri Lanku gdje administrira četiri lože.

Velika loža Škotske direktno administrira 13 loža, i to tri lože u Ammanu, glavnom gradu Jordana, po dvije u Belgiji (Antwerpen i Bruxelles), Čileu (Antofagasta i Santiago) i Mauricijusu (obje u distriktu Plaines Wilhems), po jedna u Fidžiju (Suva), Peruu (Lima), Togu (Lomé) i Sv. Kristoforu i Nevisu (Basseterre):
- Loža "Wellington" (Wellington Lodge) br. 1385, Antwerpen[43]
- Loža "Vjernost" (Allegiance Lodge) br. 1465, Bruxelles[44]
- Loža "Napredak" (Progress Lodge) br. 812, Antofagasta
- Loža "Britanija" (Britannia Lodge) br. 1033, Santiago – nosi naziv po Britaniji, nacionalnom utjelovljenju Britanije kao žene ratnice s kacigom koja drži trozubac i štit.
- Loža "Polinezija" (Polynesia Lodge) br. 562, Suva – nosi naziv po Polineziji.
- Loža "Jordan" (Jordan Lodge) br. 1339, Amman – nosi naziv po kraljevini Jordan.
- Loža "Zlatno prijestolje" (The Golden Throne Lodge) br. 925, Amman
- Loža "Mudrost" (Wisdom Lodge) br. 1840, Amman
- Loža "Prijateljstvo" (Friendship Lodge) br. 439, Plaines Wilhems
- Loža "Kamena kocka" (Ashlar Lodge) br. 1845, Plaines Wilhems
- Loža "Mir i sloga" (Peace and Concord Lodge) br. 445, Lima
- Loža "Togo" (Lodge of Togo) br. 1677, Lomé – nosi naziv po državi Togo.
- Loža "Maslinska gora" (Mount Olive Lodge) br. 925, Basseterre – nosi naziv po Maslinskoj gori kod Starog grada Jeruzalema.

### Uprava
Velikom ložom Škotske upravlja veliki majstor (eng. Grand Master Mason) koji se bira na jednogodišnje razdoblje. Do danas je bilo preko 110 velikih majstora, a neki od njih su:
- William St Clair, XX. barun od Roslina (1736. – 1737.) – prvi veliki majstor
- princ George Augustus od Walesa (1806. – 1820.) – od 1820. kralj Velike Britanije i Irske kao Đuro IV.
- Alexander Hamilton, X. vojvoda od Hamiltona i 7. vojvoda od Brandona (1820. – 1822.)
- Thomas Gibson-Carmichael (1907. – 1909.) – bio je i veliki majstor Velike lože Viktorije, od 1909. do 1912. godine.
- Malcolm Barclay-Harvey (1949. – 1953.) – bio je i veliki majstor Velike lože Južne Australije, od 1941. do 1944. godine.
- sir Archibald Orr-Ewing, VI. baronet (1999. – 2004. i 2005. – 2008.)
- Vojvoda od Yorka / kralj Đuro VI. (1936. – 1937.)
- Joseph Morrow (2004. – 2005.; 2023. – 2024.)
- W. Ramsay McGhee (2018. – 2023.; od 2025.)

### Međunarodna suradnja
Velika loža Škotske sudjeluje u radu Svjetske konferencije regularnih masonskih velikih loža. Također, potpisao je povelje o prijateljstvu i međusobnom priznavanju s preko 200 regularnih velikih loža.

### Obredi
Povijesni masonski obred Velike lože Škotske je Standardni škotski obred. Velika loža Škotske upravlja simboličkim stupnjevima plave lože (učenik, pomoćnik i majstor) i delegira upravljanje visokim  stupnjevima.

## Pridružena tijela i redovi
Upravljanje visokim masonskim stupnjevima Velika loža Škotske provodi kroz pridružena tijela i redove od kojih svaki predstavlja jedan obred a na temelju potpisanih konkordata. Ova tijela i redovi su:
- Vrhovno vijeće trideset trećeg i posljednjeg stupnja Drevnog i prihvaćenog škotskog obreda za Škotsku (Supreme Council for the Thirty-Third and Last Degree of the Ancient and Accepted Scottish Rite for Scotland) – nadležno za rad Škotskog obreda;[46]
- Velika loža Kraljevskog reda Škotske (Grand Lodge of the Royal Order of Scotland) – nadležno za rad Kraljevskog reda Škotske.[47]
- Red Hrama – Veliki priorat Škotske (Order of the Temple – Great Priory of Scotland) – nadležno za rad Reda vitezova templara.[48]
- Vrhovni veliki kapitel Kraljevskog luka Škotske (Supreme Grand Royal Arch Chapter of Scotland) – nadležan za rad Kraljevskog luka, Mornara kraljevske arke, Vitezova masona i Kripte.[49]
- Veliko imperijalno vijeće Škotske Carskog, vjerskog i vojnog reda Rima i Crvenog križa Konstantina, Svetog groba i svetog Ivana Evanđelista (The Grand Imperial Council of Scotland of The Imperial, Religious and Military Order of Rome and the Red Cross of Constantine, Holy Sepulchure and St. John the Evangelist) – nadležna za rad reda Crvenog križa cara Konstatina.[50]
- Rozenkrojcersko društvo Škotske (Rosicrucian Society of Scotland, odnosno lat. Societas Rosicruciana in Scotia) – nadležno za rad Rozenkrojcerskog društva.[51]
- Pridružena tijela i redovi koji imaju svoje jedinice u Škotskoj:
  -  Velika konklava Reda tajnog nadzornika ili Bratstvo Davida i Jonathana na Britanskom otočju i njihovim prekomorskim teritorijima – nadležan za Red tajnog nadzornika.[52]
  -  Veliko vijeće za Savezne masonske stupnjeve Engleske i Walesa te distrikate i prekomorska vijeća – nadležan za rad Saveznih masonskih stupnjeva.
  -  Veliki kolegij Reda svetog kraljevskog luka vitezova templara svećenika ili Reda svete mudrosti (Grand College of the Order of the Holy Royal Arch Knight Templar Priests or Order of Holy Wisdom) – nadležna za rad Svećenike vitezove templare Svetog kraljevskog luka.[53]

## Vanjske poveznice
- Službena stranica
- Facebook stranica